# Amt Nauen-Land
Das Amt Nauen-Land war ein 1992 gebildetes Amt, in dem sich 14 Gemeinden des damaligen Kreises Nauen (heute Landkreis Havelland, Brandenburg) zu einem Verwaltungsverbund zusammengeschlossen hatten. Amtssitz war in der amtsfreien Stadt Nauen. Das Amt Nauen-Land wurde 2003 im Zuge der Gemeindereform in Brandenburg wieder aufgelöst. Es hatte Ende 2002 7315 Einwohner.

## Geographische Lage
Das Amt Nauen grenzte im Norden an das Amt Fehrbellin und Amt Kremmen, im Osten an das Amt Kremmen, das Amt Schönwalde-Glien und die amtsfreie Stadt Nauen, im Süden an die Ämter Wustermark und Ketzin und im Westen das Amt Beetzsee und die Stadt Brandenburg an der Havel.

## Geschichte
Am 13. Mai 1992 erteilte der Minister des Innern seine Zustimmung zur Bildung des Amtes Nauen-Land, für dessen Zustandekommen der 19. Juni 1992 festgelegt wurde. Sitz der Amtsverwaltung war die amtsfreie Stadt Nauen. Folgende 14 Gemeinden aus dem damaligen Kreis Nauen waren darin zusammengefasst:
1. Groß Behnitz
2. Berge
3. Börnicke
4. Retzow
5. Klein Behnitz
6. Wachow
7. Bergerdamm
8. Markee
9. Selbelang
10. Lietzow
11. Grünefeld
12. Ribbeck
13. Tietzow
14. Kienberg

Das Amt Nauen-Land hatte Ende 1992 7415 Einwohner. Im Zuge der Gemeindereform 2003 in Brandenburg wurde die Gemeinde Selbelang zum 26. Oktober 2003 in die Gemeinde Paulinenaue (Amt Friesack) eingegliedert. Die Gemeinde Retzow wurde zum selben Zeitpunkt dem Amt Friesack zugeordnet. Die Gemeinde Grünefeld wurde mit den Mitgliedsgemeinden des Amtes Schönwalde-Glien zur neuen Gemeinde Schönwalde-Glien zusammengeschlossen. Die restlichen Mitgliedsgemeinden (Berge, Bergerdamm, Börnicke, Groß Behnitz, Kienberg, Klein Behnitz, Lietzow, Markee, Ribbeck, Tietzow und Wachow) des Amtes wurden ebenfalls zum 26. Oktober 2003 in die Stadt Nauen eingegliedert und das Amt Nauen-Land aufgelöst. Die Gemeinde Groß Benitz erhob kommunale Verfassungsbeschwerde beim Verfassungsgericht des Landes Brandenburg, die teils verworfen, im Übrigen zurückgewiesen wurde.

## Amtsdirektor
Erster und letzter Amtsdirektor des Amtes Nauen-Land war Richard Heynisch. Er war vorher Bürgermeister von Brieselang.

## Belege
1. 1 2  Beitrag zur Statistik Landesbetrieb für Datenverarbeitung und Statistik Historisches Gemeindeverzeichnis des Landes Brandenburg 1875 bis 2005 19.5 Landkreis Havelland PDF
2. ↑  Bildung des Amtes Nauen-Land. Bekanntmachung des Ministers des Innern vom 13. Juni 1992. Amtsblatt für Brandenburg - Gemeinsames Ministerialblatt für das Land Brandenburg, 3. Jahrgang, Nummer 47, vom 10. Juli 1992, S. 890.
3. ↑  Viertes Gesetz zur landesweiten Gemeindegebietsreform betreffend die Landkreise Havelland, Potsdam-Mittelmark, Teltow-Fläming (4.GemGebRefGBbg)  vom 24. März 2003. Gesetz- und Verordnungsblatt für das Land Brandenburg, I (Gesetze), 2003, Nr. 05, S. 73
4. ↑  Kommunales Verfassungsbeschwerdeverfahren der Gemeinde Groß Behnitz gegen die Eingemeindung in die Stadt Nauen VerfGBbg, Urteil vom 18. Dezember 2003 - VfGBbg 101/03 -, www.verfassungsgericht.brandenburg.de
5. ↑   Brieselanger Chronik von Arno Heinrich Heute: 1991 - Arbeitslosigkeit wurde Realität! (Memento vom 10. November 2007 im Internet Archive)